# Крома, Монта
Монта Крома (до замужества — Апсе) (латыш. Monta Kroma; 27 февраля 1919, Елгава — 25 июля 1994, Рига, Латвия) — латышская и советская поэтесса и писательница. Одна из самых ярких представителей модернизма 1960—1980-х годов в латвийской поэзии.

## Биография
Родилась в семье портного.
В 1930-х годах участвовала в деятельности подпольных коммунистических организаций. В 1940 вступила в нелегальную тогда Коммунистическую партию Латвии.
Во время Великой Отечественной войны М. Крома была санитаркой Красной Армии, имела ранения.
После окончания войны, вернулась в Ригу, работала в газете «Cīņa» (1945—1950). Два года училась в республиканской партийной школе (1950—1952). Окончила Латвийский университет.

## Творчество
Писать стихи начала в раннем возрасте, дебютировала в 1934 году со стихами, опубликованными в газете «Jaunākās Ziņas».
Её поэзия 1940-х-1950-х годов соответствовала догмам социалистического реализма.
После учёбы в Москве в 1960-х годах поэтесса меняет свой стиль и начинает писать верлибром, ассоциативные свободные стихи, в которых доминирующая тема: современный город и откровения женского внутреннего мира.
М. Крома — очень тонкий лирик, обладала талантом передать неуловимые оттенки чувств и переживаний. Вот начало одного из её стихотворений:

Нет, — я сказала ей, продавщице цветочного

магазина. (Я лицо её

не запомнила, заурядная

внешность).

Нет, — я сказала ей, — они без запаха, эти розы

мне не годятся. (Она

легко подняла шестой

язычок пламени, подняла

седьмой и держа

так на весу, ну,

разумеется, эти розы умели

себя подать).

Нет, — сказала я ей, — эти розы задуманы для

официальных торжеств,

а я хочу для себя.

(Пора бы ей

догадаться и отложить их

в сторону).

Нет, — сказала я ей, — потому что в Риге не

найти аэрозоля с

запахом роз, это я знаю точно.

(Перевод Л. Азаровой)

В 1985 году стала лауреатом литературной премии имени Райниса.

## Избранные произведения
- Svinīgais solījums (поэма, 1947).
- Tev, gvard (стихи, Рига, 1950).
- Neskarto zemju plašumos (проза, Рига, 1956).
- Tālo apvāršņu zemē (поэма, Рига, 1959).
- Глаза в полнеба. (Стихи и поэма. Перевод с латышского Ирины Озеровой, Москва, 1964).
- Tuvplānā [dzeja]. Rīga: Liesma, 1966.
- Lūpas. Tu. Lūpas. Es (стихи, Рига, 1970).
- Губы. Ты. Губы. Я. (поэзия, перевод с латышского Л. Азаровой, Рига, 1973).
- Skaņas nospiedums (стихи, Рига, 1975).
- Refrēni (стихи, Рига, 1979).
- Stāvā jūra (стихи, Рига, 1982).
- Муравей в муравейнике (стихи, перевод с латышского Л. Азаровой, Рига, 1984).
- Монта (стихи, Рига, 1985).
- Другие типы (стихи, Рига, 1988).
- Esmu (стихи, Рига, 1989).
- Jānis (поэмы 1988—1990, Рига, 2001).